# Ratan

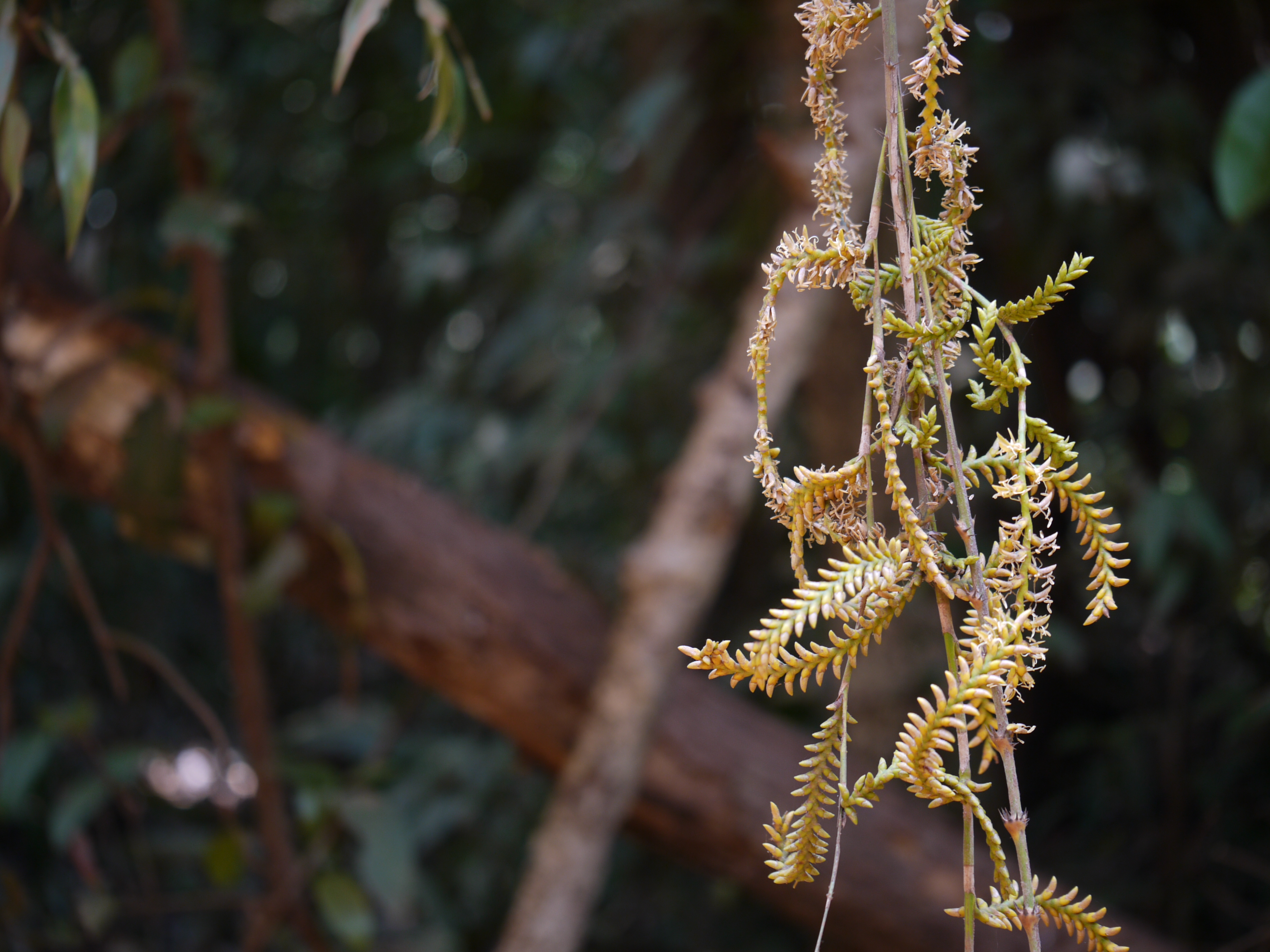
Calamus thwaitesii

Ratan (din malaieză Rotan) este numele pentru aproximativ 600 de specii de palmieri împărțite în 13 genuri, din ordinul Arecales, în familia Arecaceae subfamilia Calamoideae și de genul [[Calamus}}, fiind nativi în regiunile tropicale din Africa, Asia și Australia. 

## Structură

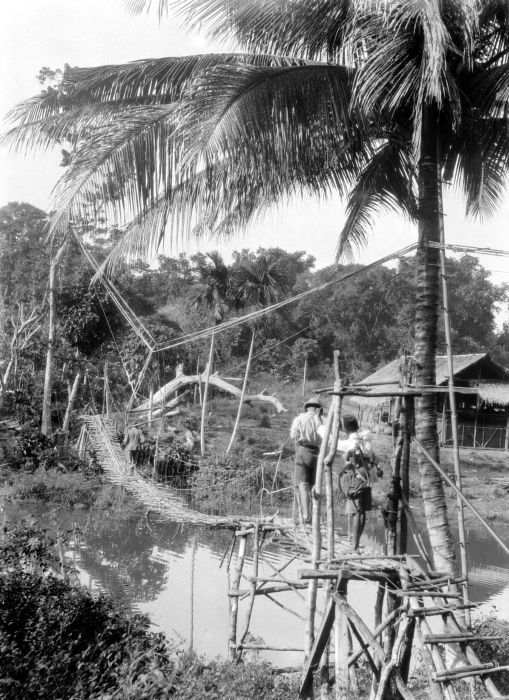
Pod din Ratan

Cele mai multe ramuri diferă de alți palmieri prin faptul ca au tulpini subțiri dde 2-5 cm diametru, cu internoduri lungi între frunze, aceste plante nefiind considerate a fi copaci ci asemănător viței de vie, pentru că se cațără pe alte plante. De asemenea ratanul arată oarecum similar cu bambusul. Însă spre deosebire de el, tulpina ratanului (numită "Malacca" la indigeni) nu este solidă și cele mai multe specii au nevoie de sprijin structural. Cu toate acestea, unele genuri (de exemplu Metroxylon, Pigafetta, Raphia) sunt mai mult asemănătoare palmierilor, cu corpolență precum trunchiuri erecte. Multe ramuri au spini care acționează ca cârlige pentru a ajuta la cățărarea pe alte plante. Se știe că planta crește chiar și până la sute de metri lungime. Cele mai multe specii din lume există în Indonezia (70%), distribuite între Borneo, Sulawesi și Sumbawa. Restul de aprovizionare vine din Filipine, Sri Lanka, Malaezia și Bangladesh.

## Utilizare

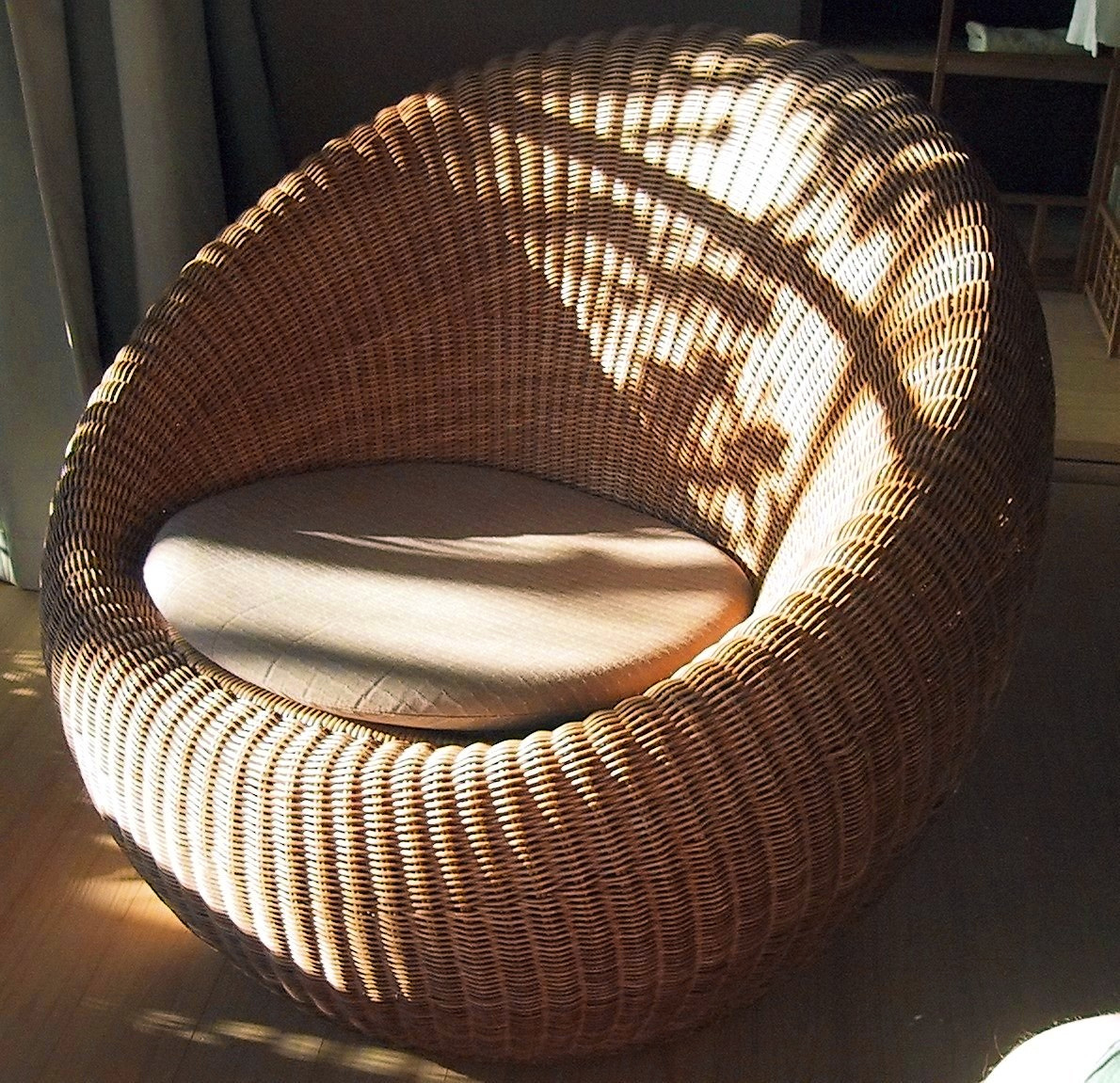
Un scaun din ratan

### Fabricare de mobile
Plantele de ratan sunt utilizate pentru producția de mobilier și coșuri pe scară largă. Când este tăiat în secțiuni, ratanul poate fi folosit ca lemn pentru mobilier. Acceptă vopsele și baiț ca multe alte tipuri de lemn, deci este disponibil în mai multe culori, și poate fi lucrat în mai multe stiluri.

### Artizanat și artă

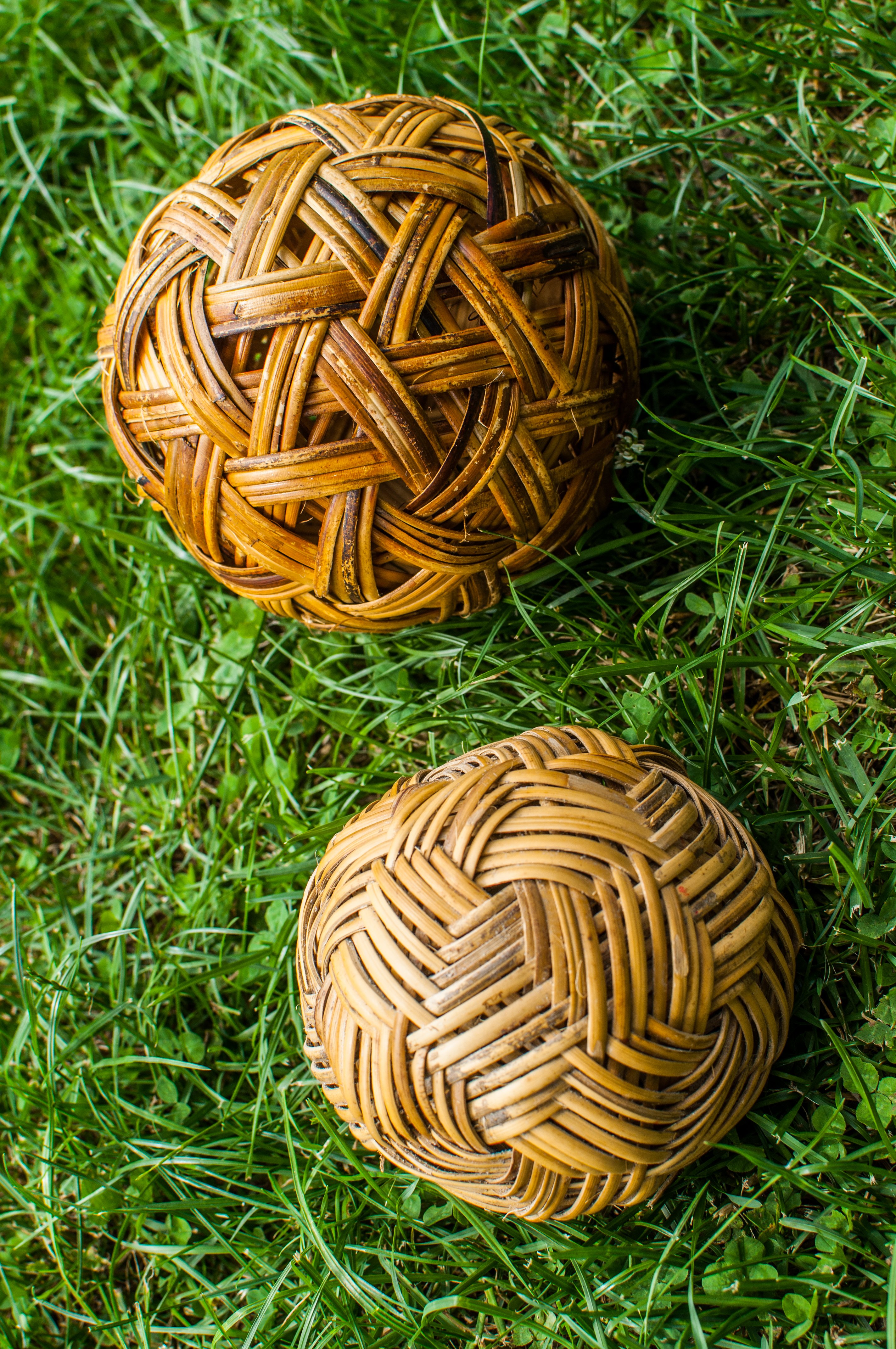
Mingi din Ratan

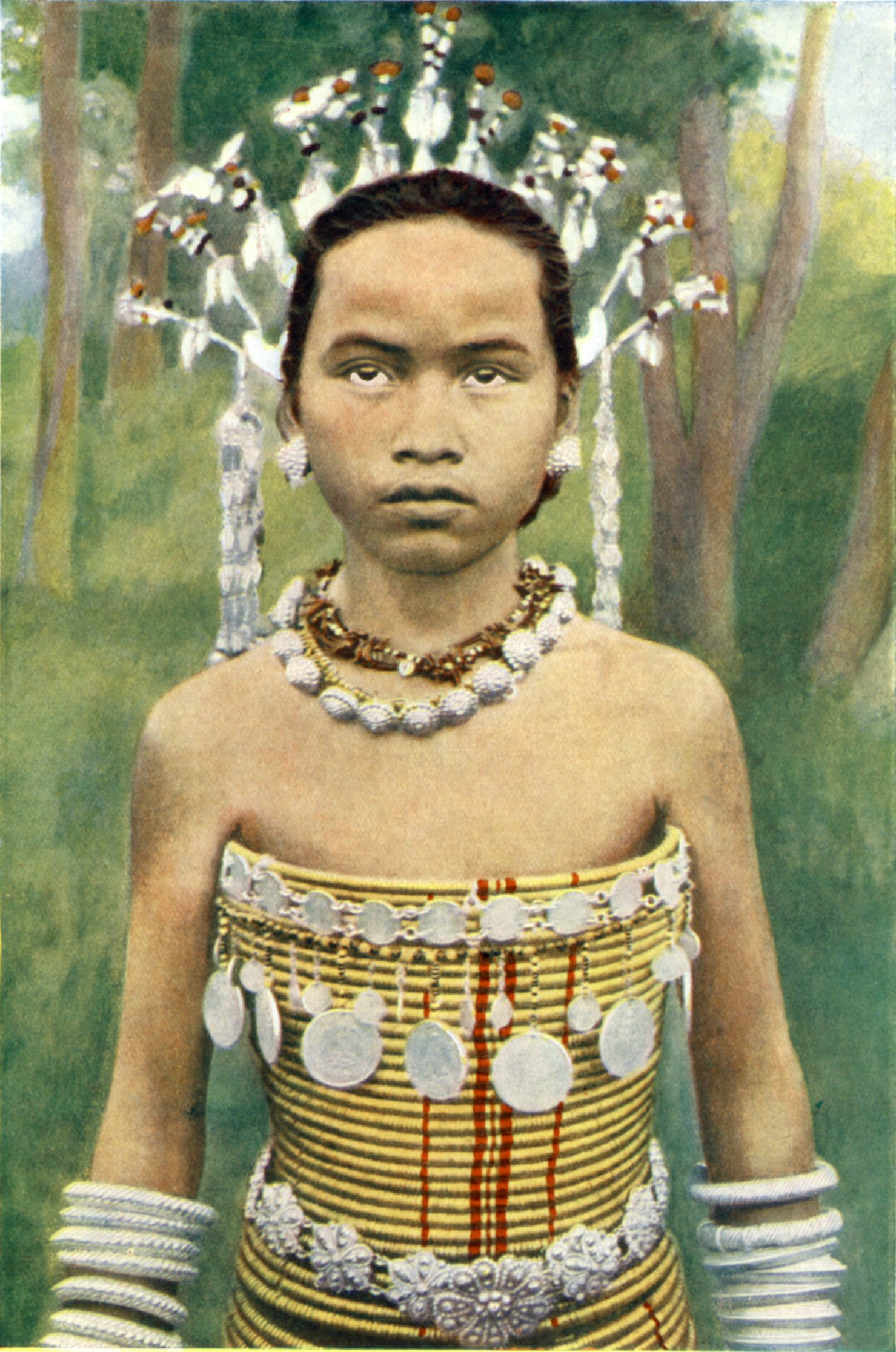
Corset din ratan

Multe dintre proprietățile ratanului nu îl fac potrivit numai pentru mobilier ci este, de asemenea, și o materie primă populară pentru artizanat și obiecte de artă. Utilizările includ coșuri din ratan, vaze pentru plante și alte lucrări decorative. De asemenea, este utilizat pentru a fabrica bastoane și cârje pentru umbrele.
Datorită durabilității și rezistenței la așchiere, părți ale ratanului pot fi folosite ca doage sau bastoane pentru artele marțiale. Bețe de rattan de 70 cm lungime, numite baston, sunt utilizate de exemplu în artele marțiale filipineze Arnis, Eskrima ș.a.
Alături de mesteacăn și bambus, ratanul este un material comun folosit pentru ciocănele de percuție, în special pene de tastatură percuție (vibrafon, xilofon, marimba, etc).

### În gospodărie
Cei mai mulți nativi sau localnici din țările bogate în ratan folosesc ajutorul acestei plante în proiectele lor de constructie de poduri și case, fiind foarte utilizat ca material de locuințe în mediul rural. Coaja plantelor este folosită în primul rând pentru țesut.

### În alimentație și medicină
Unele fructe ale ratanului sunt comestibile cu un gust acru asemănător celor citrice, altele emană o rășină roșie numită Sângele Dragonului. Această rășină a fost considerată ca având proprietăți medicinale din antichitate și a fost, de asemenea, utilizată ca un colorant pentru viori, printre altele. Rășina are o nuanță de piersic. În statul indian Assam planta este apreciată ca legumă.

### Pedepse corporale
Nuiele subțiri ale ratanului au fost utilizate pentru pedepsele corporale în școli din Anglia și Țara Galilor, și sunt în continuare în uz în școlile din Singapore, Malaezia și mai multe țări africane. Mai departe, bastoane similare sunt folosite pentru pedepse militare în Forțele Armate de Singapor. Bastoane grele de ratan, sunt aplicate pentru pedepse corporale judiciare în Malaezia, Singapore și Brunei.